# Deepal G318
Deepal G318 – hybrydowy samochód osobowy typu SUV klasy wyższej produkowany pod chińską marką Deepal od 2024 roku.

## Historia i opis modelu

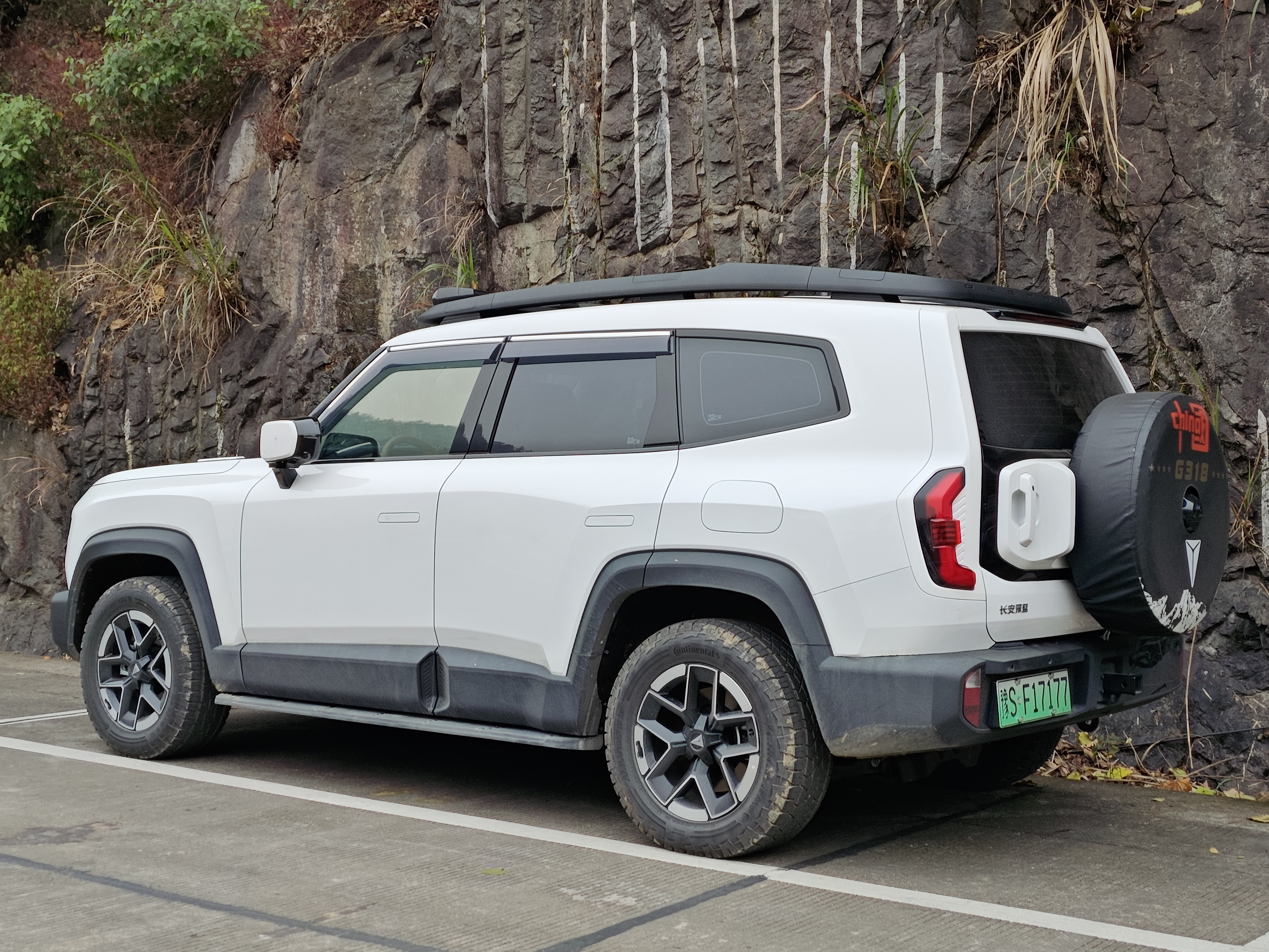
Deepal G318 - tył

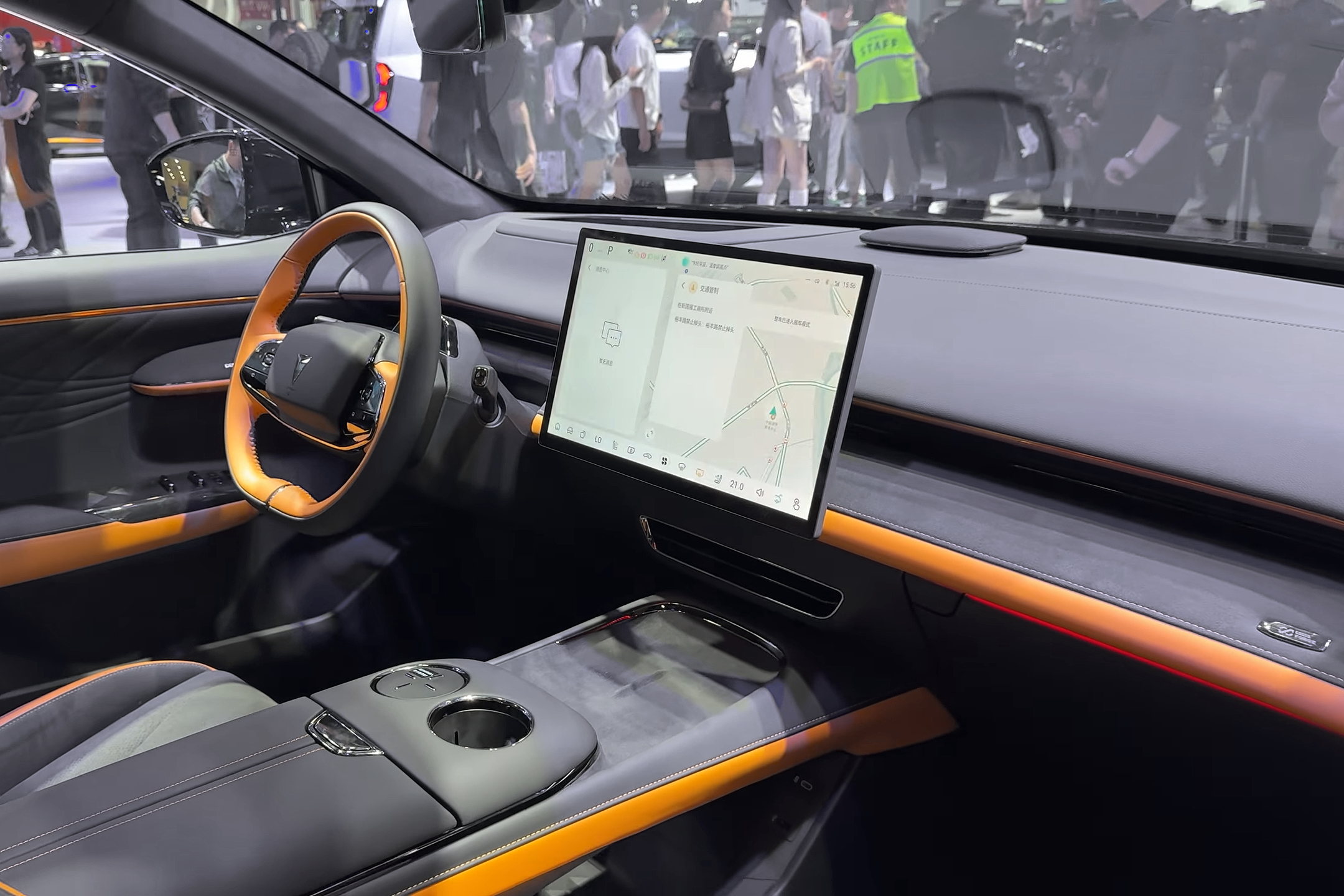
Deepal G318 - kokpit

W styczniu 2024 Deepal przedstawiłswój trzeci model w gamie, daleko odchodząc tym razem od agresywno-nowoczesnej stylizacji modeli SL03 i S7. Model G318, czerpiący swoją nazwę od autostrady łączącej wschodnie wybrzeże Chin z prowincją Tybet, utrzymany został w surowej estetyce kanciastego SUV-a nawiązującej proporcjami do samochodów terenowych.
Pas przedni przyozdobiło oświetlenie w technologii full LED w kształcie litery "C", a także stelaż na bagaż dachu z dodatkowymi segmentami świetlnymi. Masywne zderzaki płynnie połączono z plastikową obudową nadkoli w kolorze czarnym, koła oparto na terenowym ogumieniu o grubym profilu, z kolei tył zwieńczyła klapa bagażnika z umieszczonym na zewnątrz kołem zapasowym. Tylne lampy uzyskały minimalistyczną formę.
Kabina pasażerska utrzymana została w surowym, minimalistycznym wzornictwie, z pionowo ściętą konsolą centralną i dwoma wyświetlaczami na desce rozdzielczej: cyfrowymi zegarami przed kierowcą oraz masywnym, dotykowym ekranem systemu multimedialnego.

### Sprzedaż
Deepal G318 został zbudowany głównie z myślą o rynku chińskim, by konkurować z silnie rozwijającym się po 2023 roku rynkiem kanciastych SUV-ów o terenowej estetyce, które są popularne wśród nabywców użytkujących samochody na dłuższe dystanse. Sprzedaż samochodu rozpoczęła się w pierwszym kwartale 2024 roku.

### Dane techniczne
Deepal G318 jest samochodem hybrydowym. 1,5-litrowy turbodoładowany silnik benzynowy o mocy 148 KM pełni funkcję tzw. range-extendera, wydłużając zasięg w cyklu mieszanym i nie przenosząc bezpośrednioc mocy na koła. Tym zajmuje się silnik elektryczny, który w podstawowej wersji rozwija moc 248 KM, a w topowej razem z drugim, dodatkowym silnikiem -  424 KM. Do wyboru przewidziano baterie o pojemności 18,4 kWh oraz 35,1 kWh.